# Атал I Сотер
Атал Ι (грч. Ἄτταλος; 269—197. п. н. е.), познат под надимком Сотер (спаситељ) био је први краљ Пергамске краљевине од 241. п. н. е. до своје смрти. Један је од значајнијих учесника Македонских ратова.

## Биографија
Атал је био усвојени син претходног владара Еумена Ι. Оснивач је и први владар Аталидске династије која је владала Пергамом. Краљем се прогласио 238. п. н. е.
Атал је извојевао велику победу над Галаћанима, келтским племенима из Тракије која су се населила у Малој Азији где су пљачкала и пустошила малоазијске државе и полисе. Тако је стекао надимак „Сотер“ – спаситељ. Атал је био верни савезник Рима и одиграо значајну улогу и другом и трећем Македонском рату у којима се борио против Филипа V. У ратовима је Пергамској краљевини прикључио Егину и Андрос.
Умро је 197. п. н. е. од последица можданог удара кога је доживео неколико месеци раније када се обраћао беотијском ратном већу. Имао је четири сина, а наследио га је Еумен II.